# 大阪学芸高等学校・附属中学校
大阪学芸高等学校・附属中学校（おおさかがくげいこうとうがっこう・ふぞくちゅうがっこう、英称：Osaka Gakugei Senior & Junior High School）は、大阪府大阪市住吉区にある私立高等学校・中学校。

## 概要
1903年に旧制成器商業学校として、現在の浪速区で開校した。同校は日本で初めて、夜間部を設置した甲種商業学校でもある。1945年に長居の現在地に移転している。
戦後の学制改革で新制の成器商業高等学校となり、のち成器高等学校に改称した。商業高等学校として出発したが、のちに普通科単科の高等学校となっている。1996年に大阪学芸高等学校に改称した。かつては男子校だったが、1998年に男女共学を実施した。
校章は書籍を広げた形をモチーフにデザインしたものであり、上に向かっては樹木が伸びやかに成長している様を、下に向かっては学問の象徴であるペン先を表現している。

## 沿革

### 旧制商業学校
弁護士の遠藤三吉が1903年6月、大阪市南区貝柄町に成器商業学校を創立したことが、学校の始まりとなっている。学校のあった場所は、関西線と南海線が交差する地点（のちの新今宮駅）の北西付近、今宮中学校（現在の大阪府立今宮高等学校）の南側付近にあたり、現在の住所表示では大阪市浪速区戎本町2丁目3番付近となる。
日露戦争後の財政難によって経営困難になった城南商業学校を前経営者から譲り受けて、遠藤が引き継ぐ形で成器商業学校を設立し、城南商業学校の生徒を編入させる形で受け入れたともされる。その一方で、城南商業学校については詳しい記録が残っておらず、詳細は不明となっている。
創立以来長年使われてきた「成器」の校名は、教育勅語の「徳器成就」から取られたとされる。
創設者で初代校長になった遠藤は40歳を過ぎてから英語学習に取りかかったことや、その際に発音取得などで苦労した経験を受け、創設期には外国人教師を雇い入れ、英会話や英語教育に力を入れていた。また儒教精神に基づく修身教育がおこなわれ、遠藤が自ら全学年の修身の授業を担当していた。
1912年には、夜間部の甲種商業学校を併設している。夜間部の甲種商業学校は日本で初めてともなっている。経済的事情で進学を断念した生徒の上級学校進学に門戸を開くものとなった。

### 戦時体制の影響
1930年代後半～1940年代になると、学校の運営や教育活動も戦時体制の影響を受けるようになった。
1941年には省令により、1941年度卒業予定者については修業年限が3ヶ月短縮され、1942年3月卒業の予定のところを1941年12月に繰り上げ卒業となった。
1943年には中等学校令の公布により、修業年限が従来の5年から4年へと短縮された。
さらに1943年10月に出された教育ニ関スル戦時非常措置方策により、男子商業学校は一部の例外を除いて工業学校・農業学校・女子商業学校などに改編するよう求められた。これを受け、1944年度より成器工業学校への戦時転換を余儀なくされた。
1945年3月18日には、政府は決戦教育措置要綱を閣議決定し、国民学校初等科を除く学校に対して1945年4月から1年間の授業停止を指示した。これを受けて授業はおこなわれなくなった。生徒は大阪市内の工場などに勤労動員されるなどしていた。

### 長居への移転
創立以来の今宮の校舎は、1930年代になると老朽化や狭隘などの勉学環境悪化の問題が深刻化した。
このため1941年、住吉区長居に鶴ヶ丘分校を設置し、1年を収容した。一方で当時の監督官庁は「2か所以上の校舎設置は不可」と学校側に求め、学校側は将来的な長居への移転を確約させられた。
長居の分校は校舎1棟のつくりだった。
その後1945年3月13日から翌3月14日の大阪大空襲により、今宮の校舎が全焼した。このことで、学校の機能は長居に集約される形で移転した。
生徒らは戦時中、勤労動員されていた。1945年8月15日の終戦を受けて勤労動員が解除され、翌8月16日に長居の校舎に集まった生徒らに対して、校長が「商業学校への復帰」を宣言した。
手続きを経て、1946年度より成器商業学校に戻った。長居の校舎は校舎1棟のままで、全生徒を収容できないことから、校舎を時間差で使う二部授業とした上で、さらに近隣の大阪市立長居小学校の教室を借用しての三部制での再開となった。

### 新制高等学校
学制改革により、1948年に新制の成器商業高等学校となった。新制高等学校への改編当初は、旧制商業学校の流れを汲んで商業科単科の高等学校だった。
1961年には普通科を設置し、商業科との2学科体制になった。生徒の普通科志向や大学進学志向が強まったことを受け、1974年には成器高等学校へと校名変更した。
1960年代後半から1970年代初めにかけて、大阪府和泉市三林町の山林を購入し、分校を設置する構想があった。分校設置時には生徒を分校に移すことを見越して、校舎や教室の収容可能数をかなり上回る生徒を入学させて過密化していた状態だった。しかし分校用地の土地取得手法に問題があったとして用地取得断念を余儀なくされ、詐欺・背任事件へと発展してマスコミにも取り上げられた。事件を受けて1973年に学園再生構想が打ち出されて、十年計画で再生している。
1988年には商業科を廃止して普通科のみの高等学校へ改編している。
1994年には学園改革の一環として、併設中学校の設置と、男女共学化の構想が打ち出された。これを受け、学内での公募によって1996年に大阪学芸高等学校に改称した。さらに1998年には従来の男子校から男女共学へと改編している。

### 附属中学校
学制改革の際に、旧制成器商業学校に併設する形で、1947年に新制の成器中学校を設置した。しかしこのときに設置された成器中学校は1963年以降の募集を停止して休校状態となり、書類上は1996年廃校となっている。
1996年には大阪学芸高等学校（同年成器高等学校より改称）に大阪学芸中学校を併設し、6年一貫教育コースを設置した。大阪学芸中学校は開設当初から男女共学として開設された。
その後2003年には大阪学芸中等教育学校を新設した。大阪学芸中等教育学校は、大阪学芸中学校・高等学校での6年一貫コースを母体として分離し、大阪学芸中学校および高等学校一貫コースを廃止して改組する形で開校している。
大阪学芸高等学校は中等教育学校分離後、中高一貫ではない高等学校として運営されてきた。その後学内での組織改編により、中等教育学校とは別に附属中学校を設置する構想が浮上し、2016年4月1日に大阪学芸高等学校附属中学校が開校した。

### 大学合格実績水増し問題
2007年、同校で大学合格実績水増し問題が発覚し新聞報道された。成績優秀な受験生に、高校側が受験料を負担する形で多数の大学・学部・学科を受験させ、その受験生が合格した延べ数を合格者の人数として表示する手法でおこなわれた。
大阪学芸高等学校、および系列の大阪学芸中等教育学校での報道を受けて、このことをきっかけで、他校でも類似行為が多数おこなわれていたことが相次いで発覚し、社会問題化した。

### 年表
- 1903年6月 - 成器商業学校（甲種商業学校）として開校
- 1912年4月 - 夜間甲種商業学校を併設
- 1939年3月 - 財団法人成器学園に組織変更
- 1944年3月 - 時局の要請により成器工業学校に改称
- 1945年3月 - 大阪大空襲により校舎が全焼。現在地に移転
- 1946年3月 - 成器商業学校に復す
- 1947年3月 - 学制改革により、新制成器中学校を設置
- 1948年3月 - 学制改革により、成器商業高等学校を設置
- 1951年3月 - 学校法人成器学園に組織変更
- 1961年4月 - 普通科を設置
- 1963年4月 - 成器中学校を募集停止（正式な廃校は1996年）
- 1974年4月 - 成器高等学校と改称
- 1983年 - 普通科・商業科にコース制を導入。隣接地の旧銀行寮跡を校地として購入し、校地拡大（のち大阪学芸中等教育学校敷地）。
- 1988年4月 - 高等学校普通科を総合制（特別進学コース・国際経済コース・スポーツコース）に移行。商業科を募集停止（廃止）
- 1993年4月 - 高等学校普通科の国際経済コース・スポーツコースを廃止
- 1996年4月 - 大阪学芸高等学校と改称。6年一貫コースを設置した大阪学芸中学校を併設して中高一貫教育を開始
- 1998年4月 - 高等学校に国際コース（男女共学）を設置
- 2001年1月 - 法人名を学校法人大阪学芸に変更
- 2003年4月 - 大阪学芸中学校を廃止。6年コースが大阪学芸中等教育学校として分離独立。
- 2005年 - 高等学校に選抜特進コースを設置。
- 2007年 - 大学合格実績水増し問題発覚
- 2010年 - 高等学校に特技コースを設置
- 2014年12月18日 - 2014年度第2回大阪府私立学校審議会により大阪学芸高等学校附属中学校の設置認可が適当であると認められる[16]。
- 2015年 - 特進看護コース新設
- 2016年4月1日 - 大阪学芸高等学校附属中学校開校
- 2019年4月1日 - 高等学校に国際科（ダブルディプロマコース・1年留学コース）を開設。高等学校に大阪学芸カナディアンインターナショナルスクール（OGCIS）が開校

## 出身者
政治
- 一谷勇一郎 - 衆議院議員
- 和田貞夫 - 元衆議院議員

経済
- 瀬川美能留 - 元野村証券社長

学者
- 白川静 - 漢字研究家。立命館大学名誉教授・名誉館友
- 田中祐之 - 経済学者。元東京経済大学学長事務取扱
- 向江璋悦 - 刑事法学者。元検察官、弁護士

芸能
- 伊賀健二 - お笑いタレント
- オール阪神 - 漫才師
- 北村優 - 劇団四季俳優
- コージ - お笑いタレント。元「ブルゾンちえみ with B」の「with B」
- 曽我廼家明蝶 - 俳優。松竹新喜劇旗揚げ。明蝶芸術学院主宰
- タンク - お笑いコンビシンクタンク
- 原田千弘 - ミュージカル俳優
- 古川優奈（ゆうちゃみ） - モデル・タレント（途中で転校）
- 村島未悠 - グラビアアイドル
- はっぴちゃん。 - お笑いタレント[17]。

音楽
- 福盛進也 - ドラマー

スポーツ
- 射庭康太朗 - プロサッカー選手。
- 喜田陽 - プロサッカー選手。
- 梶岡忠義 - 元プロ野球選手。
- 岸本武流 - プロサッカー選手。
- 齋藤和希 - プロサッカー選手。
- 阪本将基 - プロサッカー選手。
- 佐伯霞 - 女子プロボクサー
- 新保海鈴 - プロサッカー選手。
- 千本瑞規 - 女子プロボクサー
- 西本雅崇 - プロサッカー選手。
- 西矢椛 - 女子スケートボード選手(在学中)。
- 温井駿斗 - プロサッカー選手。
- 林祥太郎 - プロサッカー選手。
- 藤尾翔太 - プロサッカー選手。
- 前川大河 - プロサッカー選手。
- 柳井妃奈実 - 女子プロボクサー
- 石山千晶 - 女子プロゴルファー
- 半井重幸 - プロブレイキン選手。

将棋
- 石本さくら - 女流棋士[18]、第3回女子将棋YAMADAチャレンジ杯優勝者[19]
- 西山朋佳 - 将棋女流棋士
- 藤本渚 - 奨励会三段[20]（2022年9月現在、同年10月四段昇段予定[21]）

### そのほか関係者
- 羅門光三郎 - 剣戟映画俳優（中退）

## 交通
- JR阪和線　鶴ケ丘駅、長居駅から徒歩5分
- Osaka Metro御堂筋線　西田辺駅、長居駅から徒歩5分